# Teucholabis (Teucholabis) serrulifera
Teucholabis (Teucholabis) serrulifera is een tweevleugelige uit de familie steltmuggen (Limoniidae). De soort komt voor in het Neotropisch gebied.